# Helena Zimajer
Helena Zimajer (ur. 22 lutego 1869 w Czerniowcach, zm. 31 stycznia 1964 w Londynie) – polska aktorka teatralna i śpiewaczka operetkowa.

## Życiorys
Była córką Gustawa Zimajera i aktorki Adolfiny Zimajer Miała dwoje dzieci: kompozytora Adama Rapackiego i aktorkę Halinę Rapacką.
Jako dziecko zaczęła występy w Kaliszu w zespole Anastazego Trapszo, grając rolę Infantki w Don Carlosie w 1873. Grała role dziecinne w zespołach, w których pracowali rodzice.
W dorosłej roli debiutowała 27 lutego 1888 w Teatrze lwowskim w roli Lincii w sztuce Dzieciaki. Po zaangażowaniu do zespołu występowała z operetką lwowską w Krakowie i Lwowie. Latem 1889 wystąpiła gościnnie w Sosnowcu wraz z matką.
6 lutego 1890 debiutowała w Warszawskich Teatrach Rządowych, lecz nie uzyskała tu stałego angażu.
10 września 1895 wyszła za mąż za aktora Wincentego Rapackiego i od tej pory używała na scenie nazwiska męża bądź podwójnego Zimajer-Rapacka.
W sezonie 1895/96 występowała w zespole Michała Wołowskiego w Łodzi, latem 1896 w warszawskim teatrze Cyrk, w sezonie 1896/97 we Lwowie, w 1897 wraz z mężem i matką Adolfiną w teatrze łódzkim. W 1900 w zespole matki wystąpiła w Moskwie i Lublinie. Od maja do czerwca występowała w warszawskim teatrze ogrodowym Bagatela.
W 1904 grała w Wieczorach tańca i poezji w Warszawie, w 1905 w Teatrze Renaissance, w 1906 w Lublinie, w 1907 w Poznaniu, w 1908 w Krakowie i Częstochowie. W 1915 ponownie w Poznaniu, a w 1916 w Zakopanem wraz z matką i córką Haliną w Wieczorze trzech pokoleń. Po I wojnie światowej zaprzestała występów.
W 1944 wyjechała z córką do Stanów Zjednoczonych.